# غوش دان
غوش دان (بالعبرية: גּוּשׁ דָּן) هي منطقة حضرية في إسرائيل، تتكون من منطقتي تل أبيب والوسطى، وجزءًا صغيرًا من المنطقة الجنوبية. تعتبر أكبر منطقة حضرية في إسرائيل، وتطل على البحر الأبيض المتوسط. يقدر عدد سكانها بنحو 4,054,570 نسمة، 95% منهم (3,855,896 نسمة) من اليهود، وهي موطن لحوالي 45% من سكان إسرائيل.

## السكان
عدد السكان في المدن الواقعة في منطقة غوش دان حتى نهاية عام 2018:
أكثر من 400 ألف نسمة
- تل أبيب-يافا 460,613 نسمة

أكثر من 200 ألف نسمة
- ريشون لتسيون 254,384 نسمة
- بتاح تكفا 247,956 نسمة
- أشدود 225,939 نسمة
- نتانيا 221,353 نسمة
- بني براك 204,639 نسمة

أكثر من 100 ألف نسمة
- حولون 196,282 نسمة
- رمات غان 163,480 نسمة
- رحوفوت 143,904 نسمة
- بات يام 129,013 نسمة
- كفار سابا 101,432 نسمة

أكثر من 50 ألف نسمة
- هرتسليا 97,470 نسمة
- موديعين-مكابيم-ريعوت 93,277 نسمة
- اللد 77,223 نسمة
- الرملة 76,246 نسمة
- رعنانا 75,421 نسمة
- جفعاتايم 60,644 نسمة
- هود هشارون 61,102 نسمة
- روش هاعين 50,453 نسمة

أكثر من 10 آلاف نسمة

رامات هشارون، نيس زيونا، إلعاد، يفنه، كريات أونو، يهود-مونوسون، طيرة، كفر قاسم، قلنسوة، بئر يعقوب، افين يهودا، غان يافني، غاني تكفا، غديرا، جفعات شموئيل، جلجولية، كفار يونا، كريات عكرون، كوخاف يئير، مزكيرت باتيا، شوهم، تل موند، تسوران-كاديما.